# Meteorus caelebs
Meteorus caelebs är en stekelart som beskrevs av Henri Saussure 1892. Meteorus caelebs ingår i släktet Meteorus och familjen bracksteklar. Inga underarter finns listade i Catalogue of Life.